# 92 Pułk Piechoty (LWP)
92 pułk piechoty (92 pp) – oddział piechoty ludowego Wojska Polskiego.

## Formowanie i zmiany organizacyjne
Pułk sformowany został w 1951, garnizonie Jarosław, w składzie 30 Dywizji Piechoty. W październiku 1952 podporządkowany został dowódcy 9 Drezdeńskiej Dywizji Piechoty. Pod koniec 1952 przemianowany na 26 pułk piechoty. Rozformowany w 1957.

## Skład organizacyjny
Dowództwo i sztab
- 2 bataliony piechoty
- artyleria pułkowa
  - dwie baterie armat 76 mm
  - bateria moździerzy
- pułkowa szkoła podoficerska
- kompanie: łączności, gospodarcza
- pluton: saperów

Stan etatowy wynosił:1234